# 다니엘 튜더
다니엘 튜더(영어: Daniel Tudor 대니얼 튜더[*], 1982년 8월 24일~ )는 대한민국에서 활동하는 잉글랜드의 작가, 기업인, 저널리스트, 투자자, 사업가이다.

## 내력
1982년 잉글랜드 맨체스터에서 태어났다. 옥스퍼드 대학교에서 정치학, 경제학, 철학을 전공했다. 2002년 FIFA 월드컵 시기에 대한민국을 방문하였으며, 2004년에 다시 서울로 돌아왔다. 이후 대한민국에서 영어 강사를 하며, 증권회사에서 근무하였다. 2007년부터 2009년까지는 맨체스터 대학교에서 재학하며 MBA를 취득했다. 졸업 후에는 스위스 취리히에 있는 헤지펀드 회사에서 근무하였으며, 2010년부터 2013년까지 〈이코노미스트〉의 한국 특파원으로 근무하였다. 2015년, 튜더는 한의사 김희윤과 애널리스트 양성후와 같이 수제 맥주 전문점 더부스 브루잉을 설립하였다.

## 저서
- 《Korea: The Impossible Country》 (2012, ISBN 978-0-8048-4252-5) / 《기적을 이룬 나라 기쁨을 잃은 나라》 (2013, ISBN 978-89-546-2210-3)
- 《A Geek in Korea》 (2014, ISBN 978-0-8048-4384-3)
- 《North Korea Confidential》 (2015, ISBN 978-0-8048-4458-1) / 《조선자본주의공화국》 (2017, ISBN 979-11-86712-49-8)
- 《익숙한 절망 불편한 희망》 (2015, ISBN 978-89-546-3646-9)

## 같이 보기
- 임현주 (아나운서)
- 이윤주 (수영 선수)